# Svájc az 1992. évi nyári olimpiai játékokon
Svájc a spanyolországi Barcelonában megrendezett 1992. évi nyári olimpiai játékok egyik részt vevő nemzete volt. Az országot az olimpián 17 sportágban 102 sportoló képviselte, akik összesen 1 érmet szereztek.

## Érmesek
| Érem  | Versenyző   | Sportág | Versenyszám |
| ----- | ----------- | ------- | ----------- |
| Arany | Marc Rosset | Tenisz  | Férfi egyes |

## Atlétika
Férfi
| Versenyző          | Versenyszám     | Előfutam | Előfutam | Előfutam | Negyeddöntő | Negyeddöntő | Negyeddöntő | Elődöntő | Elődöntő | Elődöntő | Döntő         | Döntő         |
| Versenyző          | Versenyszám     | Idő      | Hely.    | Össz.    | Idő         | Hely.       | Össz.       | Idő      | Hely.    | Össz.    | Idő           | Helyezés      |
| ------------------ | --------------- | -------- | -------- | -------- | ----------- | ----------- | ----------- | -------- | -------- | -------- | ------------- | ------------- |
| Stefan Burkart     | 100 m           | 10,67    | 3.       | 37.      | 10,57       | 6.          | 25.*        | kiesett  | kiesett  | kiesett  | kiesett       | kiesett       |
| Stefan Burkart     | 200 m           | 21,33    | 3.       | 36.      | 21,52       | 9.          | 38.         | kiesett  | kiesett  | kiesett  | kiesett       | kiesett       |
| Markus Hacksteiner | 1500 m          | 3:45,27  | 10.      | 32.      |             |             |             | kiesett  | kiesett  | kiesett  | kiesett       | kiesett       |
| Daniel Böltz       | Maraton         |          |          |          |             |             |             |          |          |          | 2:25:50       | 55.           |
| Aldo Bertoldi      | 50 km gyaloglás |          |          |          |             |             |             |          |          |          | nem ért célba | nem ért célba |
| Pascal Charrière   | 50 km gyaloglás |          |          |          |             |             |             |          |          |          | 4:08:32       | 20.           |

| Versenyző      | Versenyszám   | Selejtező | Selejtező | Döntő    | Döntő    |
| Versenyző      | Versenyszám   | Eredmény  | Helyezés  | Eredmény | Helyezés |
| -------------- | ------------- | --------- | --------- | -------- | -------- |
| Werner Günthör | Súlylökés     | 20,50 m   | 2.        | 20,91 m  | 4.       |
| Christian Erb  | Diszkoszvetés | 55,16 m   | 27.       | kiesett  | kiesett  |

| Versenyző     | Versenyszám | 100 m | 100 m | Távolugrás | Távolugrás | Súlylökés | Súlylökés | Magasugrás | Magasugrás | 400 m | 400 m | 110 m gát | 110 m gát | Diszkoszvetés | Diszkoszvetés | Rúdugrás | Rúdugrás | Gerelyhajítás | Gerelyhajítás | 1500 m  | 1500 m | Végeredmény | Végeredmény |
| Versenyző     | Versenyszám | Idő   | Pont  | Eredmény   | Pont       | Eredmény  | Pont      | Eredmény   | Pont       | Idő   | Pont  | Idő       | Pont      | Eredmény      | Pont          | Eredmény | Pont     | Eredmény      | Pont          | Idő     | Pont   | Pont        | Helyezés    |
| ------------- | ----------- | ----- | ----- | ---------- | ---------- | --------- | --------- | ---------- | ---------- | ----- | ----- | --------- | --------- | ------------- | ------------- | -------- | -------- | ------------- | ------------- | ------- | ------ | ----------- | ----------- |
| Beat Gähwiler | Tízpróba    | 11,56 | 740   | 707 cm     | 830        | 12,92 m   | 662       | 188 cm     | 696        | 50,08 | 811   | 15,17     | 829       | 43,26 m       | 731           | 460 cm   | 790      | 58,82 m       | 720           | 4:12,07 | 867    | 7676        | 21.         |

Női
| Versenyző                                                                 | Versenyszám     | Előfutam | Előfutam | Előfutam | Elődöntő | Elődöntő | Elődöntő | Döntő         | Döntő         |
| Versenyző                                                                 | Versenyszám     | Idő      | Hely.    | Össz.    | Idő      | Hely.    | Össz.    | Idő           | Helyezés      |
| ------------------------------------------------------------------------- | --------------- | -------- | -------- | -------- | -------- | -------- | -------- | ------------- | ------------- |
| Simone Meier                                                              | 1500 m          | 4:15,64  | 9.       | 26.      | kiesett  | kiesett  | kiesett  | kiesett       | kiesett       |
| Franziska Rochat-Moser                                                    | Maraton         |          |          |          |          |          |          | nem ért célba | nem ért célba |
| Kathrin Lüthi Regula Scalabrin Martha Grossenbacher Helen Barnett-Burkart | 4 × 400 m váltó | 3:31,26  | 5.       | 9.       |          |          |          | kiesett       | kiesett       |

| Versenyző         | Versenyszám | Selejtező | Selejtező | Döntő    | Döntő    |
| Versenyző         | Versenyszám | Eredmény  | Helyezés  | Eredmény | Helyezés |
| ----------------- | ----------- | --------- | --------- | -------- | -------- |
| Sieglinde Cadusch | Magasugrás  | 186 cm    | 31.       | kiesett  | kiesett  |

* - egy másik versenyzővel azonos időt ért el

## Birkózás
Kötöttfogású
| Versenyző        | Versenyszám | Csoportkör | Csoportkör | Helyosztók                   | Helyosztók                                | Helyosztók        | Bronz- mérkőzés   | Döntő             | Helyezés |
| Versenyző        | Versenyszám | Csoportkör | Csoportkör | 9. helyért                   | 7. helyért                                | 5. helyért        | Bronz- mérkőzés   | Döntő             | Helyezés |
| Versenyző        | Versenyszám | Ellenfél Eredmény | Hely.      | Ellenfél Eredmény            | Ellenfél Eredmény                         | Ellenfél Eredmény | Ellenfél Eredmény | Ellenfél Eredmény | Helyezés |
| ---------------- | ----------- | --- | ---------- | ---------------------------- | ----------------------------------------- | ----------------- | ----------------- | ----------------- | -------- |
| Hugo Dietsche    | 62 kg       | A csoport · Buddy Lee (USA) · 4-2 · M. R. Patil (IND) · 5-0 · Rachid Khdar (MAR) · 10-1 (kétvállas) · Szergej Martinov (EUN) · 2-4 · Włodzimierz Zawadzki (POL) · 0-7 | 4.         |                              | Sztaniszlav Grigorov (BUL) · visszalépett |                   |                   |                   | 8.       |
| David Martinetti | 82 kg       | A csoport · Pavel Frinta (TCH) · 0-16 · Diego Potap (ARG) · 5-0 (kétvállas) · Piotr Stępień (POL) · 1-7                                                               | 5.         | Daniel Henderson (USA) · 7-2 |                                           |                   |                   |                   | 9.       |

Szabadfogású
| Versenyző     | Versenyszám | Csoportkör | Csoportkör | Helyosztók        | Helyosztók                                          | Helyosztók        | Bronz- mérkőzés   | Döntő             | Helyezés    |
| Versenyző     | Versenyszám | Csoportkör | Csoportkör | 9. helyért        | 7. helyért                                          | 5. helyért        | Bronz- mérkőzés   | Döntő             | Helyezés    |
| Versenyző     | Versenyszám | Ellenfél Eredmény | Hely.      | Ellenfél Eredmény | Ellenfél Eredmény                                   | Ellenfél Eredmény | Ellenfél Eredmény | Ellenfél Eredmény | Helyezés    |
| ------------- | ----------- | --- | ---------- | ----------------- | --------------------------------------------------- | ----------------- | ----------------- | ----------------- | ----------- |
| Martin Müller | 62 kg       | B csoport · Asgari Mohammadian (IRI) · 1-5 · Dharán Szingh Dahija (IND) · 8-2 · Jeórjiosz Musztópulosz (GRE) · 5-0 (feladta) · Musa Ilhan (AUS) · 3-4 | 4.         |                   | Sin Szanggju (Sin Sang-Gyu) (KOR) · 9-2 (kétvállas) |                   |                   |                   | 7.          |
| Ludwig Küng   | 68 kg       | A csoport · Arszen Fadzajev (EUN) · 0-14 (feladta) | 11.        | kiesett           | kiesett                                             | kiesett           | kiesett           | kiesett           | helyezetlen |

## Cselgáncs
Férfi
| Versenyző         | Versenyszám | Selejtező                                     | 32-es főtábla                             | Nyolcaddöntő                   | Negyeddöntő                       | Elődöntő          | Vigaszág első kör | Vigaszág nyolcaddöntő | Vigaszág negyeddöntő          | Vigaszág elődöntő                 | Bronz- mérkőzés   | Döntő             | Helyezés |
| Versenyző         | Versenyszám | Ellenfél Eredmény                             | Ellenfél Eredmény                         | Ellenfél Eredmény              | Ellenfél Eredmény                 | Ellenfél Eredmény | Ellenfél Eredmény | Ellenfél Eredmény     | Ellenfél Eredmény             | Ellenfél Eredmény                 | Ellenfél Eredmény | Ellenfél Eredmény | Helyezés |
| ----------------- | ----------- | --------------------------------------------- | ----------------------------------------- | ------------------------------ | --------------------------------- | ----------------- | ----------------- | --------------------- | ----------------------------- | --------------------------------- | ----------------- | ----------------- | -------- |
| Eric Born         | Harmatsúly  | Benôit Campargue (FRA) · 0000-0100            | kiesett                                   | kiesett                        | kiesett                           | kiesett           |                   |                       |                               |                                   |                   |                   | 36.      |
| Laurent Pellet    | Könnyűsúly  | erőnyerő                                      | Pak Jongi (Park Yong-I) (PRK) · 0000-1000 | kiesett                        | kiesett                           | kiesett           | kiesett           |                       |                               |                                   |                   |                   | 22.      |
| Olivier Schaffter | Váltósúly   | Nacanieli Takayawa-Qerawaqa (FIJ) · 1100-0000 | Bertrand Damaisin (FRA) · 0000-0001       | kiesett                        | kiesett                           | kiesett           | kiesett           |                       |                               |                                   |                   |                   | 22.      |
| Daniel Kistler    | Középsúly   | erőnyerő                                      | Pedro Cristóvão (POR) · 0001-0000         | Sandro López (ARG) · 1000-0000 | Axel Lobenstein (GER) · 0000-0010 |                   |                   |                       | León Villar (ESP) · 0001-0000 | Adrian Croitoru (ROU) · 0000-1000 | kiesett           |                   | 7.       |

Női
| Versenyző         | Versenyszám | Selejtező         | Nyolcaddöntő                        | Negyeddöntő       | Elődöntő          | Vigaszág nyolcaddöntő | Vigaszág negyeddöntő | Vigaszág elődöntő | Bronz- mérkőzés   | Döntő             | Helyezés |
| Versenyző         | Versenyszám | Ellenfél Eredmény | Ellenfél Eredmény                   | Ellenfél Eredmény | Ellenfél Eredmény | Ellenfél Eredmény     | Ellenfél Eredmény    | Ellenfél Eredmény | Ellenfél Eredmény | Ellenfél Eredmény | Helyezés |
| ----------------- | ----------- | ----------------- | ----------------------------------- | ----------------- | ----------------- | --------------------- | -------------------- | ----------------- | ----------------- | ----------------- | -------- |
| Gisela Hämmerling | Váltósúly   | erőnyerő          | Gella Vandecaveye (BEL) · 0000-1000 | kiesett           | kiesett           |                       |                      |                   |                   |                   | 16.      |

## Evezés
Férfi
| Versenyző                                                           | Versenyszám              | Előfutam | Előfutam | Vigaszág | Vigaszág | Elődöntő | Elődöntő | Elődöntő | Döntő | Döntő            | Döntő            | Helyezés |
| Versenyző                                                           | Versenyszám              | Idő      | Hely.    | Idő      | Hely.    | Típus    | Idő      | Hely.    | Típus | Idő              | Hely.            | Helyezés |
| ------------------------------------------------------------------- | ------------------------ | -------- | -------- | -------- | -------- | -------- | -------- | -------- | ----- | ---------------- | ---------------- | -------- |
| Xeno Müller                                                         | Egypárevezős             | 7:06,20  | 3.       | 7:04,73  | 2.       | A/B      | 6:57,64  | 4.       | B     | nem állt rajthoz | nem állt rajthoz | 12.      |
| René Gonin Alexander Koch                                           | Kétpárevezős             | 6:46,64  | 4.       | 6:42,47  | 2.       | A/B      | 6:37,80  | 6.       | B     | 6:29,94          | 5.               | 11.      |
| Christoph Küffer Thomas Studhalter                                  | Kormányos nélküli kettes | 6:44,82  | 3.       | 6:47,61  | 2.       | A/B      | 6:47,03  | 6.       | B     | 6:39,64          | 5.               | 11.      |
| Ueli Bodenmann Alexander Rückstuhl Beat Schwerzmann Marc-Sven Nater | Négypárevezős            | 5:47,16  | 2.       |          |          | A/B      | 5:48,12  | 2.       | A     | 5:47,39          | 4.               | 4.       |

## Kajak-kenu

### Síkvízi
Férfi
| Versenyző        | Versenyszám        | Előfutam | Előfutam | Előfutam | Vigaszág | Vigaszág | Vigaszág | Elődöntő | Elődöntő | Elődöntő | Döntő   | Döntő    |
| Versenyző        | Versenyszám        | Idő      | Hely.    | Össz.    | Idő      | Hely.    | Össz.    | Idő      | Hely.    | Össz.    | Idő     | Helyezés |
| ---------------- | ------------------ | -------- | -------- | -------- | -------- | -------- | -------- | -------- | -------- | -------- | ------- | -------- |
| Roberto Liberato | Kajak egyes 500 m  | 1:42,02  | 1.       | 10.      | erőnyerő | erőnyerő | erőnyerő | 1:42,82  | 4.       | 9.       | 1:41,98 | 6.       |
| Roberto Liberato | Kajak egyes 1000 m | 3:40,22  | 3.       | 8.       | 3:36,89  | 3.       | 11.      | 3:39,89  | 6.       | 12.      | kiesett | kiesett  |

Női
| Versenyző                | Versenyszám       | Előfutam | Előfutam | Előfutam | Elődöntő | Elődöntő | Elődöntő | Döntő   | Döntő    |
| Versenyző                | Versenyszám       | Idő      | Hely.    | Össz.    | Idő      | Hely.    | Össz.    | Idő     | Helyezés |
| ------------------------ | ----------------- | -------- | -------- | -------- | -------- | -------- | -------- | ------- | -------- |
| Ingrid Haralamow-Raimann | Kajak egyes 500 m | 1:58,74  | 4.       | 13.      | 1:55,36  | 6.       | 11.      | kiesett | kiesett  |

### Szlalom
Férfi
| Versenyző              | Versenyszám | Döntő    | Döntő    | Döntő    | Döntő    | Döntő         | Helyezés |
| Versenyző              | Versenyszám | 1. futam | 1. futam | 2. futam | 2. futam | Jobb eredmény | Helyezés |
| Versenyző              | Versenyszám | Pont     | Hely.    | Pont     | Hely.    | Pont          | Helyezés |
| ---------------------- | ----------- | -------- | -------- | -------- | -------- | ------------- | -------- |
| Thomas Brunold         | Kajak egyes | 124,99   | 29.      | 114,69   | 9.       | 114,69        | 18.      |
| Ralph Rhein            | Kajak egyes | 123,05   | 27.      | 137,27   | 33.      | 123,05        | 32.      |
| Ueli Matti Peter Matti | Kenu kettes | 153,71   | 14.      | 128,55   | 5.       | 128,55        | 5.       |

## Kerékpározás

### Országúti kerékpározás
Férfi
| Versenyző                                                        | Versenyszám     | Idő            | Helyezés |
| ---------------------------------------------------------------- | --------------- | -------------- | -------- |
| Urs Güller                                                       | Mezőnyverseny   | 4:35:56(+0:35) | 13.      |
| Armin Meier                                                      | Mezőnyverseny   | 4:35:56(+0:35) | 70.      |
| Roland Meier                                                     | Mezőnyverseny   | 4:35:56(+0:35) | 19.      |
| Thomas Boutellier Roland Meier Beat Meister Theodor Rinderknecht | Csapat időfutam | 2:06:35(+4:56) | 7.       |

Női
| Versenyző        | Versenyszám   | Idő            | Helyezés |
| ---------------- | ------------- | -------------- | -------- |
| Barbara Heeb     | Mezőnyverseny | 2:09:42(+5:00) | 43.      |
| Luzia Zberg      | Mezőnyverseny | 2:05:03(+0:21) | 8.       |
| Petra Walczewski | Mezőnyverseny | 2:05:03(+0:21) | 22.      |

### Pálya-kerékpározás
Sprintversenyek
| Versenyző   | Versenyszám  | Selejtező | Selejtező | 1. forduló                                      | 1. forduló | Vigaszág selejtező                    | Vigaszág selejtező | Vigaszág döntő             | Vigaszág döntő | 2. forduló             | 2. forduló | Vigaszág             | Vigaszág | Negyeddöntő          | 5–8. helyért           | 5–8. helyért | Elődöntő             | Döntő                | Helyezés    |
| Versenyző   | Versenyszám  | Idő       | Hely.     | Ellenfelek Győztes idő                          | Hely.      | Ellenfél Győztes idő                  | Hely.              | Ellenfél Győztes idő       | Hely.          | Ellenfelek Győztes idő | Hely.      | Ellenfél Győztes idő | Hely.    | Ellenfél Győztes idő | Ellenfelek Győztes idő | Hely.        | Ellenfél Győztes idő | Ellenfél Győztes idő | Helyezés    |
| ----------- | ------------ | --------- | --------- | ----------------------------------------------- | ---------- | ------------------------------------- | ------------------ | -------------------------- | -------------- | ---------------------- | ---------- | -------------------- | -------- | -------------------- | ---------------------- | ------------ | -------------------- | -------------------- | ----------- |
| Rolf Furrer | Férfi egyéni | 10,935    | 12.       | José Moreno (ESP) · Andrew Myers (JAM) · 11,278 | 2.         | Tulus Widodo Kalimanto (INA) · 11,700 | 1.                 | Jon Andrews (NZL) · 11,701 | 2.             | kiesett                | kiesett    | kiesett              | kiesett  | kiesett              | kiesett                | kiesett      | kiesett              | kiesett              | helyezetlen |

Üldözőversenyek
| Versenyző   | Versenyszám                | Selejtező | Selejtező | Negyeddöntő  | Negyeddöntő | Negyeddöntő | Elődöntő     | Elődöntő  | Elődöntő | Döntő        | Döntő     | Helyezés |
| Versenyző   | Versenyszám                | Idő       | Hely.     | Ellenfél Idő | Saját idő   | Hely.       | Ellenfél Idő | Saját idő | Hely.    | Ellenfél Idő | Saját idő | Helyezés |
| ----------- | -------------------------- | --------- | --------- | ------------ | ----------- | ----------- | ------------ | --------- | -------- | ------------ | --------- | -------- |
| Viktor Kunz | Férfi egyéni üldözőverseny | 4:45,539  | 17.       | kiesett      | kiesett     | kiesett     | kiesett      | kiesett   | kiesett  | kiesett      | kiesett   | 17.      |

Időfutam
| Versenyző      | Versenyszám           | Idő      | Helyezés |
| -------------- | --------------------- | -------- | -------- |
| Rocco Travella | Férfi egyéni időfutam | 1:06,811 | 16.      |

Pontversenyek
| Versenyző         | Versenyszám       | Selejtező | Selejtező | Selejtező | Selejtező | Döntő     | Döntő | Helyezés |
| Versenyző         | Versenyszám       | Csoport   | lekörözés | Pont      | Hely.     | lekörözés | Pont  | Helyezés |
| ----------------- | ----------------- | --------- | --------- | --------- | --------- | --------- | ----- | -------- |
| Andreas Aeschbach | Férfi pontverseny | A         | 1         | 18        | 7.        | -         | 23    | 8.       |

## Lovaglás
Díjlovaglás
| Versenyző                                     | Ló                    | Versenyszám | Selejtező | Selejtező | Selejtező | Selejtező | Selejtező | Selejtező | Selejtező | Selejtező | Selejtező | Selejtező | Selejtező  | Selejtező  | Döntő   | Döntő   | Döntő   | Döntő   | Döntő   | Döntő   | Döntő   | Döntő   | Döntő   | Döntő   | Döntő      | Helyezés |
| Versenyző                                     | Ló                    | Versenyszám | 1. kör    | 1. kör    | 2. kör    | 2. kör    | 3. kör    | 3. kör    | 4. kör    | 4. kör    | 5. kör    | 5. kör    | Összesítés | Összesítés | 1. kör  | 1. kör  | 2. kör  | 2. kör  | 3. kör  | 3. kör  | 4. kör  | 4. kör  | 5. kör  | 5. kör  | Összesítés | Helyezés |
| Versenyző                                     | Ló                    | Versenyszám | Pont      | Hely.     | Pont      | Hely.     | Pont      | Hely.     | Pont      | Hely.     | Pont      | Hely.     | Pont       | Hely.      | Pont    | Hely.   | Pont    | Hely.   | Pont    | Hely.   | Pont    | Hely.   | Pont    | Hely.   | Pont       | Helyezés |
| --------------------------------------------- | --------------------- | ----------- | --------- | --------- | --------- | --------- | --------- | --------- | --------- | --------- | --------- | --------- | ---------- | ---------- | ------- | ------- | ------- | ------- | ------- | ------- | ------- | ------- | ------- | ------- | ---------- | -------- |
| Otto Josef Hofer                              | Renzo                 | Egyéni      | 312       | 8.        | 312       | 15.       | 307       | 16.       | 302       | 15.       | 315       | 7.        | 1548       | 11.        | 269     | 10.     | 263     | 14.     | 248     | 16.     | 268     | 12.     | 280     | 8.      | 1328       | 14.      |
| Ruth Hunkeler                                 | Afghadi               | Egyéni      | 299       | 29.       | 303       | 24.       | 306       | 20.       | 294       | 22.       | 296       | 28.       | 1498       | 25.*       | kiesett | kiesett | kiesett | kiesett | kiesett | kiesett | kiesett | kiesett | kiesett | kiesett | kiesett    | 25.*     |
| Doris Ramseier                                | Renatus               | Egyéni      | 286       | 45.       | 313       | 14.       | 299       | 31.       | 289       | 30.       | 291       | 33.       | 1478       | 32.        | kiesett | kiesett | kiesett | kiesett | kiesett | kiesett | kiesett | kiesett | kiesett | kiesett | kiesett    | 18.      |
| Otto Josef Hofer Ruth Hunkeler Doris Ramseier | Renzo Afghadi Renatus | Csapat      |           |           |           |           |           |           |           |           |           |           |            |            |         |         |         |         |         |         |         |         |         |         | 4524       | 6.       |

Díjugratás
| Versenyző                                                | Ló                               | Versenyszám | Selejtező | Selejtező | Selejtező | Selejtező | Selejtező | Selejtező     | Selejtező  | Selejtező  | Döntő   | Döntő   | Döntő        | Döntő        | Végeredmény | Végeredmény |
| Versenyző                                                | Ló                               | Versenyszám | 1. kör    | 1. kör    | 2. kör    | 2. kör    | 2. kör    | 3. kör        | Összesítés | Összesítés | 1. kör  | 1. kör  | 2. kör       | 2. kör       | Végeredmény | Végeredmény |
| Versenyző                                                | Ló                               | Versenyszám | Pont      | Hely.     | Pont      | Össz.     | Hely.     | Pont          | Pont       | Hely.      | Bünt.   | Hely.   | Bünt.        | Hely.        | Pont/Bünt   | Helyezés    |
| -------------------------------------------------------- | -------------------------------- | ----------- | --------- | --------- | --------- | --------- | --------- | ------------- | ---------- | ---------- | ------- | ------- | ------------ | ------------ | ----------- | ----------- |
| Markus Fuchs                                             | Shandor II                       | Egyéni      | 56,00     | 29.       | 72,50     | 128,50    | 20.       | 74,50         | 203,00     | 7.         | 8,00    | 14.     | 9,00         | 10.          | 17,00       | 12.*        |
| Thomas Fuchs                                             | Dylano                           | Egyéni      | 70,50     | 13.       | 72,50     | 143,00    | 10.       | nem ért célba | 143,00     | 37.        | 8,00    | 14.     | 12,75        | 15.          | 20,75       | 16.         |
| Lesley McNaught                                          | Pirol                            | Egyéni      | 70,50     | 13.       | 72,50     | 143,00    | 10.       | nem ért célba | 143,00     | 37.        | 4,00    | 6.      | visszalépett | visszalépett | 4,00        | 20.         |
| Willi Melliger                                           | Quinta C                         | Egyéni      | 46,00     | 42.       | 39,50     | 85,50     | 43.       |               | 85,50      | 61.        | kiesett | kiesett | kiesett      | kiesett      | 85,50       | 61.         |
| Markus Fuchs Thomas Fuchs Lesley McNaught Willi Melliger | Shandor II Dylano Pirol Quinta C | Csapat      |           |           |           |           |           |               |            |            | 16,00   | 7.      | 12,00        | 3.           | 28,00       | 5.*         |

* - egy másik versenyzővel/csapattal azonos eredményt ért el

## Műugrás
Női
| Versenyző                | Versenyszám        | Elődöntő | Elődöntő | Döntő   | Döntő    |
| Versenyző                | Versenyszám        | Pont     | Helyezés | Pont    | Helyezés |
| ------------------------ | ------------------ | -------- | -------- | ------- | -------- |
| Catherine Maliev-Aviolat | Egyéni műugrás     | 239,49   | 27.      | kiesett | kiesett  |
| Yvonne Köstenberger      | Egyéni toronyugrás | 264,81   | 22.      | kiesett | kiesett  |

## Öttusa
| Versenyző       | Versenyszám | Vívás    | Vívás | Vívás | Úszás  | Úszás | Úszás | Lövészet | Lövészet | Lövészet | Futás   | Futás | Futás | Lovaglás | Lovaglás | Lovaglás | Összesen    | Összesen |
| Versenyző       | Versenyszám | Pontszám | Pont  | Hely. | Idő    | Pont  | Hely. | Eredmény | Pont     | Hely.    | Idő     | Pont  | Hely. | Idő      | Pont     | Hely.    | Összes pont | Helyezés |
| --------------- | ----------- | -------- | ----- | ----- | ------ | ----- | ----- | -------- | -------- | -------- | ------- | ----- | ----- | -------- | -------- | -------- | ----------- | -------- |
| Peter Steinmann | Egyéni      | 36-29    | 820*  | 23.   | 3:18,0 | 1288  | 9.    | 178      | 940      | 51.**    | 13:07,2 | 1204  | 12.   | 1:39,7   | 980      | 29.      | 5232        | 16.      |

* - vívásban 10 pontos büntetést kapott

** - egy másik versenyzővel azonos eredményt ért el

## Sportlövészet
Férfi
| Versenyző             | Versenyszám           | Selejtező | Selejtező | Döntő   | Döntő    |
| Versenyző             | Versenyszám           | Pont      | Helyezés  | Pont    | Helyezés |
| --------------------- | --------------------- | --------- | --------- | ------- | -------- |
| Anton Küchler         | Gyorstüzelő pisztoly  | 582       | 16.**     | kiesett | kiesett  |
| Hans-Rudolf Schneider | Gyorstüzelő pisztoly  | 582       | 16.**     | kiesett | kiesett  |
| Hansüli Minder        | Légpuska              | 576       | 39.*      | kiesett | kiesett  |
| Andreas Zumbach       | Légpuska              | 580       | 35.*      | kiesett | kiesett  |
| Andreas Zumbach       | Sportpuska, fekvő     | 594       | 18.***    | kiesett | kiesett  |
| Andreas Zumbach       | Sportpuska, összetett | 1146      | 33.*      | kiesett | kiesett  |
| Norbert Sturny        | Sportpuska, összetett | 1154      | 24.       | kiesett | kiesett  |
| Norbert Sturny        | Sportpuska, fekvő     | 583       | 50.*      | kiesett | kiesett  |

Női
| Versenyző         | Versenyszám           | Selejtező | Selejtező | Döntő   | Döntő    |
| Versenyző         | Versenyszám           | Pont      | Helyezés  | Pont    | Helyezés |
| ----------------- | --------------------- | --------- | --------- | ------- | -------- |
| Gabriele Bühlmann | Légpuska              | 387       | 26.**     | kiesett | kiesett  |
| Gabriele Bühlmann | Sportpuska, összetett | 569       | 28.*      | kiesett | kiesett  |
| Sabina Fuchs      | Sportpuska, összetett | 576       | 17.*      | kiesett | kiesett  |
| Sabina Fuchs      | Légpuska              | 389       | 17.***    | kiesett | kiesett  |

Nyílt
| Versenyző      | Versenyszám | Selejtező | Selejtező | Elődöntő | Elődöntő | Döntő   | Döntő    |
| Versenyző      | Versenyszám | Pont      | Helyezés  | Pont     | Helyezés | Pont    | Helyezés |
| -------------- | ----------- | --------- | --------- | -------- | -------- | ------- | -------- |
| Xavier Bouvier | Trap        | 135       | 46.*      | kiesett  | kiesett  | kiesett | kiesett  |

* - egy másik versenyzővel azonos eredményt ért el

** - három másik versenyzővel azonos eredményt ért el

*** -öt másik versenyzővel azonos eredményt ért el

## Szinkronúszás
| Versenyző                            | Versenyszám | Selejtező           | Selejtező           | Selejtező       | Selejtező  | Selejtező  | Döntő           | Döntő      | Helyezés |
| Versenyző                            | Versenyszám | Technikai gyakorlat | Technikai gyakorlat | Zenés gyakorlat | Összesítés | Összesítés | Zenés gyakorlat | Összesítés | Helyezés |
| Versenyző                            | Versenyszám | Pont                | Hely.               | Pont            | Pont       | Hely.      | Pont            | Pont       | Helyezés |
| ------------------------------------ | ----------- | ------------------- | ------------------- | --------------- | ---------- | ---------- | --------------- | ---------- | -------- |
| Rahel Hobi                           | Egyéni      | 83,723              | 32.                 | kiesett         | kiesett    | kiesett    | kiesett         | kiesett    | kiesett  |
| Caroline Imoberdorf                  | Egyéni      | 82,043              | 42.                 | kiesett         | kiesett    | kiesett    | kiesett         | kiesett    | kiesett  |
| Claudia Peczinka                     | Egyéni      | 84,581              | 25.                 | 89,760          | 174,341    | 15.        | kiesett         | kiesett    | 15.      |
| Caroline Imoberdorf Claudia Peczinka | Páros       | 83,312              | 11.                 | 92,520          | 175,832    | 12.        | kiesett         | kiesett    | 12.      |

## Tenisz
Férfi
| Versenyző                | Versenyszám | 64-es főtábla                               | 32-es főtábla                                                                               | Nyolcaddöntő                                                    | Negyeddöntő                                                                       | Elődöntő                               | Döntő                                             | Helyezés |
| Versenyző                | Versenyszám | Ellenfél Eredmény                           | Ellenfél Eredmény                                                                           | Ellenfél Eredmény                                               | Ellenfél Eredmény                                                                 | Ellenfél Eredmény                      | Ellenfél Eredmény                                 | Helyezés |
| ------------------------ | ----------- | ------------------------------------------- | ------------------------------------------------------------------------------------------- | --------------------------------------------------------------- | --------------------------------------------------------------------------------- | -------------------------------------- | ------------------------------------------------- | -------- |
| Jakob Hlasek             | Egyes       | Francisco Maciel (MEX) · 6-3, 6-4, 4-6, 6-2 | Andrew Sznajder (CAN) · 4-6, 6-4, 6-3, 7-6(7–1)                                             | Goran Ivanišević (CRO) · 6-3, 0-6, 6-4, 6-7(1–7), 7-9           | kiesett                                                                           | kiesett                                | kiesett                                           | 9.       |
| Marc Rosset              | Egyes       | Karim Alami (MAR) · 6-2, 4-6, 2-1 (feladta) | Wayne Ferreira (RSA) · 6-4, 6-0, 6-2                                                        | Jim Courier (USA) · 6-4, 6-2, 6-1                               | Emilio Sánchez (ESP) · 6-4, 7-6(7–2), 3-6, 7-6(11–9)                              | Goran Ivanišević (CRO) · 6-3, 7-5, 6-2 | Jordi Arrese (ESP) · 7-6(7–2), 6-4, 3-6, 4-6, 8-6 |          |
| Jakob Hlasek Marc Rosset | Páros       |                                             | Kína (CHN) · Meg Csiang-hua (Meng Qianghua) · Hszia Csia-ping (Xia Jiaping) · 7-5, 6-1, 6-2 | Írország (IRL) · Owen Casey · Eoin Collins · 7-6(7–4), 6-3, 6-4 | Argentína (ARG) · Javier Frana · Christian Miniussi · 6-2, 6-7(3–7), 6-3, 2-6 2-6 | kiesett                                | kiesett                                           | 5.       |

Női
| Versenyző                                | Versenyszám | 64-es főtábla                      | 32-es főtábla                                           | Nyolcaddöntő                                                                 | Negyeddöntő                              | Elődöntő          | Döntő             | Helyezés |
| Versenyző                                | Versenyszám | Ellenfél Eredmény                  | Ellenfél Eredmény                                       | Ellenfél Eredmény                                                            | Ellenfél Eredmény                        | Ellenfél Eredmény | Ellenfél Eredmény | Helyezés |
| ---------------------------------------- | ----------- | ---------------------------------- | ------------------------------------------------------- | ---------------------------------------------------------------------------- | ---------------------------------------- | ----------------- | ----------------- | -------- |
| Manuela Maleeva-Fragnière                | Egyes       | Andrea Vieira (BRA) · 6-2, 6-3     | Raffaella Reggi-Concato (ITA) · 6-2, 6-4                | Angélica Gavaldón (MEX) · 6-0, 6-3                                           | Mary Joe Fernández (USA) · 7-5, 1-6, 0-6 | kiesett           | kiesett           | 5.       |
| Emanuela Zardo                           | Egyes       | Magdalena Maleeva (BUL) · 2-6, 4-6 | kiesett                                                 | kiesett                                                                      | kiesett                                  | kiesett           | kiesett           | 33.      |
| Manuela Maleeva-Fragnière Emanuela Zardo | Páros       |                                    | Szlovénia (SLO) · Tina Križan · Karin Lušnić · 6-2, 6-2 | Spanyolország (ESP) · Conchita Martínez · Arantxa Sánchez Vicario · 0-6, 1-6 | kiesett                                  | kiesett           | kiesett           | 9.       |

## Tollaslabda
| Versenyző                       | Versenyszám | Selejtező                          | 32-es főtábla                                           | Nyolcaddöntő      | Negyeddöntő       | Elődöntő          | Döntő             | Helyezés |
| Versenyző                       | Versenyszám | Ellenfél Eredmény                  | Ellenfél Eredmény                                       | Ellenfél Eredmény | Ellenfél Eredmény | Ellenfél Eredmény | Ellenfél Eredmény | Helyezés |
| ------------------------------- | ----------- | ---------------------------------- | ------------------------------------------------------- | ----------------- | ----------------- | ----------------- | ----------------- | -------- |
| Silvia Albrecht                 | Női egyes   | Neli Negyalkova (BUL) · 11-3, 11-6 | Vóng Cön-fan (Wong Chun Fan) (HKG) · 11-8, 4-11, 3-11   | kiesett           | kiesett           | kiesett           | kiesett           | 17.      |
| Bettina Villars                 | Női egyes   | Anna Lao (AUS) · 0-11, 4-11        | kiesett                                                 | kiesett           | kiesett           | kiesett           | kiesett           | 33.      |
| Silvia Albrecht Bettina Villars | Női páros   |                                    | Ausztrália (AUS) · Rhonda Cator · Anna Lao · 3-15, 6-15 | kiesett           | kiesett           | kiesett           | kiesett           | 17       |

## Torna
Férfi
| Versenyző                                                                             | Versenyszám      | Selejtező | Selejtező | Döntő    | Döntő    |
| Versenyző                                                                             | Versenyszám      | Pontszám  | Helyezés  | Pontszám | Helyezés |
| ------------------------------------------------------------------------------------- | ---------------- | --------- | --------- | -------- | -------- |
| Michael Engeler                                                                       | Talaj            | 19,125    | 34.       | kiesett  | kiesett  |
| Michael Engeler                                                                       | Ugrás            | 19,075    | 23.       | kiesett  | kiesett  |
| Michael Engeler                                                                       | Korlát           | 19,050    | 32.       | kiesett  | kiesett  |
| Michael Engeler                                                                       | Nyújtó           | 18,650    | 67.       | kiesett  | kiesett  |
| Michael Engeler                                                                       | Gyűrű            | 18,950    | 55.       | kiesett  | kiesett  |
| Michael Engeler                                                                       | Lólengés         | 19,025    | 31.       | kiesett  | kiesett  |
| Michael Engeler                                                                       | Egyéni összetett | 113,875   | 39.       | 56,825   | 25.      |
| Daniel Giubellini                                                                     | Talaj            | 18,925    | 51.       | kiesett  | kiesett  |
| Daniel Giubellini                                                                     | Ugrás            | 19,075    | 23.       | kiesett  | kiesett  |
| Daniel Giubellini                                                                     | Korlát           | 18,975    | 38.       | kiesett  | kiesett  |
| Daniel Giubellini                                                                     | Nyújtó           | 18,075    | 88.       | kiesett  | kiesett  |
| Daniel Giubellini                                                                     | Gyűrű            | 19,050    | 40.       | kiesett  | kiesett  |
| Daniel Giubellini                                                                     | Lólengés         | 18,925    | 38.       | kiesett  | kiesett  |
| Daniel Giubellini                                                                     | Egyéni összetett | 113,025   | 54.       | kiesett  | kiesett  |
| Oliver Grimm                                                                          | Talaj            | 18,175    | 85.       | kiesett  | kiesett  |
| Oliver Grimm                                                                          | Ugrás            | 18,950    | 37.       | kiesett  | kiesett  |
| Oliver Grimm                                                                          | Korlát           | 18,725    | 61.       | kiesett  | kiesett  |
| Oliver Grimm                                                                          | Nyújtó           | 18,850    | 60.       | kiesett  | kiesett  |
| Oliver Grimm                                                                          | Gyűrű            | 18,825    | 62.       | kiesett  | kiesett  |
| Oliver Grimm                                                                          | Lólengés         | 18,475    | 73.       | kiesett  | kiesett  |
| Oliver Grimm                                                                          | Egyéni összetett | 112,000   | 67.*      | kiesett  | kiesett  |
| Markus Müller                                                                         | Talaj            | 18,650    | 71.       | kiesett  | kiesett  |
| Markus Müller                                                                         | Ugrás            | 18,725    | 63.       | kiesett  | kiesett  |
| Markus Müller                                                                         | Korlát           | 18,325    | 81.       | kiesett  | kiesett  |
| Markus Müller                                                                         | Nyújtó           | 17,875    | 90.       | kiesett  | kiesett  |
| Markus Müller                                                                         | Gyűrű            | 17,725    | 88.       | kiesett  | kiesett  |
| Markus Müller                                                                         | Lólengés         | 18,550    | 69.       | kiesett  | kiesett  |
| Markus Müller                                                                         | Egyéni összetett | 109,850   | 83.       | kiesett  | kiesett  |
| Flavio Rota                                                                           | Talaj            | 18,925    | 51.       | kiesett  | kiesett  |
| Flavio Rota                                                                           | Ugrás            | 18,475    | 85.       | kiesett  | kiesett  |
| Flavio Rota                                                                           | Korlát           | 18,325    | 81.       | kiesett  | kiesett  |
| Flavio Rota                                                                           | Nyújtó           | 18,625    | 72.       | kiesett  | kiesett  |
| Flavio Rota                                                                           | Gyűrű            | 18,475    | 80.       | kiesett  | kiesett  |
| Flavio Rota                                                                           | Lólengés         | 18,650    | 63.       | kiesett  | kiesett  |
| Flavio Rota                                                                           | Egyéni összetett | 111,475   | 75.       | kiesett  | kiesett  |
| Erich Wanner                                                                          | Talaj            | 18,875    | 56.       | kiesett  | kiesett  |
| Erich Wanner                                                                          | Ugrás            | 18,725    | 63.       | kiesett  | kiesett  |
| Erich Wanner                                                                          | Korlát           | 18,300    | 83.       | kiesett  | kiesett  |
| Erich Wanner                                                                          | Nyújtó           | 18,200    | 83.       | kiesett  | kiesett  |
| Erich Wanner                                                                          | Gyűrű            | 18,700    | 69.       | kiesett  | kiesett  |
| Erich Wanner                                                                          | Lólengés         | 18,125    | 82.       | kiesett  | kiesett  |
| Erich Wanner                                                                          | Egyéni összetett | 110,925   | 79.       | kiesett  | kiesett  |
| Michael Engeler Daniel Giubellini Oliver Grimm Markus Müller Flavio Rota Erich Wanner | Csapat összetett |           |           | 563,225  | 11.      |

* - egy másik versenyzővel azonos eredményt ért el

## Úszás
Férfi
| Versenyző      | Versenyszám | Előfutam | Előfutam | Előfutam | Döntő   | Döntő   | Döntő   | Helyezés |
| Versenyző      | Versenyszám | Idő      | Hely.    | Össz.    | Típus   | Idő     | Hely.   | Helyezés |
| -------------- | ----------- | -------- | -------- | -------- | ------- | ------- | ------- | -------- |
| Daniel Halsall | 50 m gyors  | 23,15    | 6.       | 17.**    | B       | 23,18   | 8.      | 16.      |
| Stéfan Voléry  | 50 m gyors  | 23,47    | 2.       | 25.      | kiesett | kiesett | kiesett | kiesett  |
| Stéfan Voléry  | 100 m gyors | 51,05    | 1.       | 23.      | kiesett | kiesett | kiesett | kiesett  |

Női
| Versenyző           | Versenyszám  | Előfutam | Előfutam | Előfutam | Döntő   | Döntő   | Döntő   | Helyezés |
| Versenyző           | Versenyszám  | Idő      | Hely.    | Össz.    | Típus   | Idő     | Hely.   | Helyezés |
| ------------------- | ------------ | -------- | -------- | -------- | ------- | ------- | ------- | -------- |
| Eva Gysling         | 50 m gyors   | 27,21    | 3.       | 33.      | kiesett | kiesett | kiesett | kiesett  |
| Eva Gysling         | 100 m hát    | 1:04,50  | 7.       | 21.      | kiesett | kiesett | kiesett | kiesett  |
| Nathalie Wunderlich | 100 m hát    | 1:05,75  | 3.*      | 32.*     | kiesett | kiesett | kiesett | kiesett  |
| Nathalie Wunderlich | 200 m hát    | 2:16,07  | 1.       | 16.      | B       | 2:19,70 | 8.      | 16.      |
| Nathalie Wunderlich | 200 m vegyes | 2:23,18  | 2.       | 29.      | kiesett | kiesett | kiesett | kiesett  |

* - egy másik versenyzővel azonos időt ért el

** - a francia Stéphan Caron visszalépése miatt indulhatott a B döntőben

## Vitorlázás
Férfi
| Versenyző                    | Versenyszám    | Futam  | Futam | Futam | Futam  | Futam | Futam | Futam | Pontszám | Helyezés |
| Versenyző                    | Versenyszám    | 1      | 2     | 3     | 4      | 5     | 6     | 7     | Pontszám | Helyezés |
| ---------------------------- | -------------- | ------ | ----- | ----- | ------ | ----- | ----- | ----- | -------- | -------- |
| Othmar Müller von Blumencron | Finn dingi     | 13,0   | 3,0   | 13,0  | (36,0) | 13,0  | 14,0  | 14,0  | 70,0     | 6.       |
| Bruno Zeltner Jodok Wicki    | 470-es osztály | (33,0) | 27,0  | 22,0  | 25,0   | 19,0  | 25,0  | 22,0  | 140,0    | 20.      |

Női
| Versenyző              | Versenyszám | Futam | Futam | Futam  | Futam | Futam | Futam | Futam | Pontszám | Helyezés |
| Versenyző              | Versenyszám | 1     | 2     | 3      | 4     | 5     | 6     | 7     | Pontszám | Helyezés |
| ---------------------- | ----------- | ----- | ----- | ------ | ----- | ----- | ----- | ----- | -------- | -------- |
| Nicole Meylan-Levecque | Europe      | 21,0  | 23,0  | (31,0) | 21,0  | 20,0  | 21,0  | 8,0   | 114,0    | 20.      |

Nyílt
| Versenyző                    | Versenyszám     | Futam | Futam  | Futam  | Futam | Futam | Futam | Futam | Pontszám | Helyezés |
| Versenyző                    | Versenyszám     | 1     | 2      | 3      | 4     | 5     | 6     | 7     | Pontszám | Helyezés |
| ---------------------------- | --------------- | ----- | ------ | ------ | ----- | ----- | ----- | ----- | -------- | -------- |
| Andreas Bienz Beat Stegmeier | Csillaghajó     | 26,0  | (33,0) | 15,0   | 26,0  | 16,0  | 23,0  | 19,0  | 125,0    | 21.      |
| Charles Favre Markus Bryner  | Tornádó         | 20,0  | (25,0) | 16,0   | 22,0  | 19,0  | 10,0  | 13,0  | 100,0    | 13.      |
| Jan Eckert Piet Eckert       | Repülő hollandi | 21,0  | 14,0   | (23,0) | 11,7  | 17,0  | 10,0  | 8,0   | 81,7     | 8.       |

## Vívás
Férfi
| Versenyző       | Versenyszám       | Csoportkör | Csoportkör | Selejtező                                 | 32-es főtábla                    | Egyenes ág a negyeddöntőért | Egyenes ág a negyeddöntőért | Vigaszág a negyeddöntőért            | Vigaszág a negyeddöntőért | Vigaszág a negyeddöntőért | Vigaszág a negyeddöntőért | Negyeddöntő       | Elődöntő          | Döntő             | Helyezés |
| Versenyző       | Versenyszám       | Csoportkör | Csoportkör | Selejtező                                 | 32-es főtábla                    | 1. kör                      | 2. kör                      | 1. kör                               | 2. kör                    | 3. kör                    | 4. kör                    | Negyeddöntő       | Elődöntő          | Döntő             | Helyezés |
| Versenyző       | Versenyszám       | Ellenfél Eredmény | Hely.      | Ellenfél Eredmény                         | Ellenfél Eredmény                | Ellenfél Eredmény           | Ellenfél Eredmény           | Ellenfél Eredmény                    | Ellenfél Eredmény         | Ellenfél Eredmény         | Ellenfél Eredmény         | Ellenfél Eredmény | Ellenfél Eredmény | Ellenfél Eredmény | Helyezés |
| --------------- | ----------------- | --- | ---------- | ----------------------------------------- | -------------------------------- | --------------------------- | --------------------------- | ------------------------------------ | ------------------------- | ------------------------- | ------------------------- | ----------------- | ----------------- | ----------------- | -------- |
| Olivier Jacquet | Párbajtőr, egyéni | 5. csoport · Mauricio Rivas (COL) · 3-5 · Adrian Pop (ROU) · 2-5 · Maurizio Randazzo (ITA) · 5-5 · Gavin McLean (NZL) · 5-5 · Mísel Júszef (LIB) · 5-0 · Enzo da Ponte (PAR) · 5-3                        | 5.         | Michael O’Brien (IRL) · 5-3, 5-2          | Olivier Lenglet (FRA) · 5-6, 5-6 |                             |                             | Jean-Marc Chouinard (CAN) · 4-6, 2-5 | kiesett                   | kiesett                   | kiesett                   | kiesett           | kiesett           | kiesett           | 31.      |
| André Kuhn      | Párbajtőr, egyéni | 8. csoport · Jean-Michel Henry (FRA) · 2-5 · Kim Jeong-Gwan (KOR) · 4-5 · Jean-Marc Chouinard (CAN) · 5-5 · Ulf Sandegren (SWE) · 5-3 · Sławomir Nawrocki (POL) · 5-5 · Heinrich van Garderen (RSA) · 5-2 | 4.         | Fernando de la Peña (ESP) · 5-3, 4-6, 4-6 | kiesett                          | kiesett                     | kiesett                     | kiesett                              | kiesett                   | kiesett                   | kiesett                   | kiesett           | kiesett           | kiesett           | 40.      |
| Daniel Lang     | Párbajtőr, egyéni | 1. csoport · Angelo Mazzoni (ITA) · 4-5 · Laurie Shong (CAN) · 1-5 · Aleš Depta (TCH) · 3-5 · Juan Miguel Paz (COL) · 4-5 · Handry Lenzun (INA) · 5-2 · Francisco Papaiano (BRA) · 2-5                    | 6.         | kiesett                                   | kiesett                          | kiesett                     | kiesett                     | kiesett                              | kiesett                   | kiesett                   | kiesett                   | kiesett           | kiesett           | kiesett           | 57.      |